# ウィレム・デ・ズワルト
ウィレム・デ・ズワルト（Wilhelmus Henricus Petrus Johannes (Willem) de Zwart、1862年5月16日 - 1931年12月11日）はオランダの画家、版画家である。「ハーグ派」や「アムステルダム印象派」の中で活動した。

## 略歴
デン・ハーグで生まれた。弟のピーテル(Pieter de Zwar:1880-1967)も画家になった。父親は馬車作りの職人で、ウィレムも14歳になった1875年から馬車作りの工房で働き始めた。余暇に絵を描き、雑誌にのった絵画の模写を始めた。1876年からハーグの王立芸術アカデミーの夜間クラスに参加し、「ハーグ派」の画家、ヤコブ・マリスのスタジオで学んだ。マリスのスタジオで、3年間学び、マリスからは、画材を持たずに海岸の風景を見に行った後、スタジオでその印象を描くような教育も受けた。ハーグのマウリッツハイス美術館に収蔵された16世紀、17世紀の画家の作品を模写して修行し、ヨハネス・フェルメールやパウルス・ポッテル、レンブラント・ファン・レインらのオランダの画家や、ドイツ、イタリアの画家の作品を研究した。
1883年にパリも訪れた。1900年から1905年の間はアムステルダムで活動した。「ハーグ派」や「アムステルダム印象派」の中で活動した。

## 作品

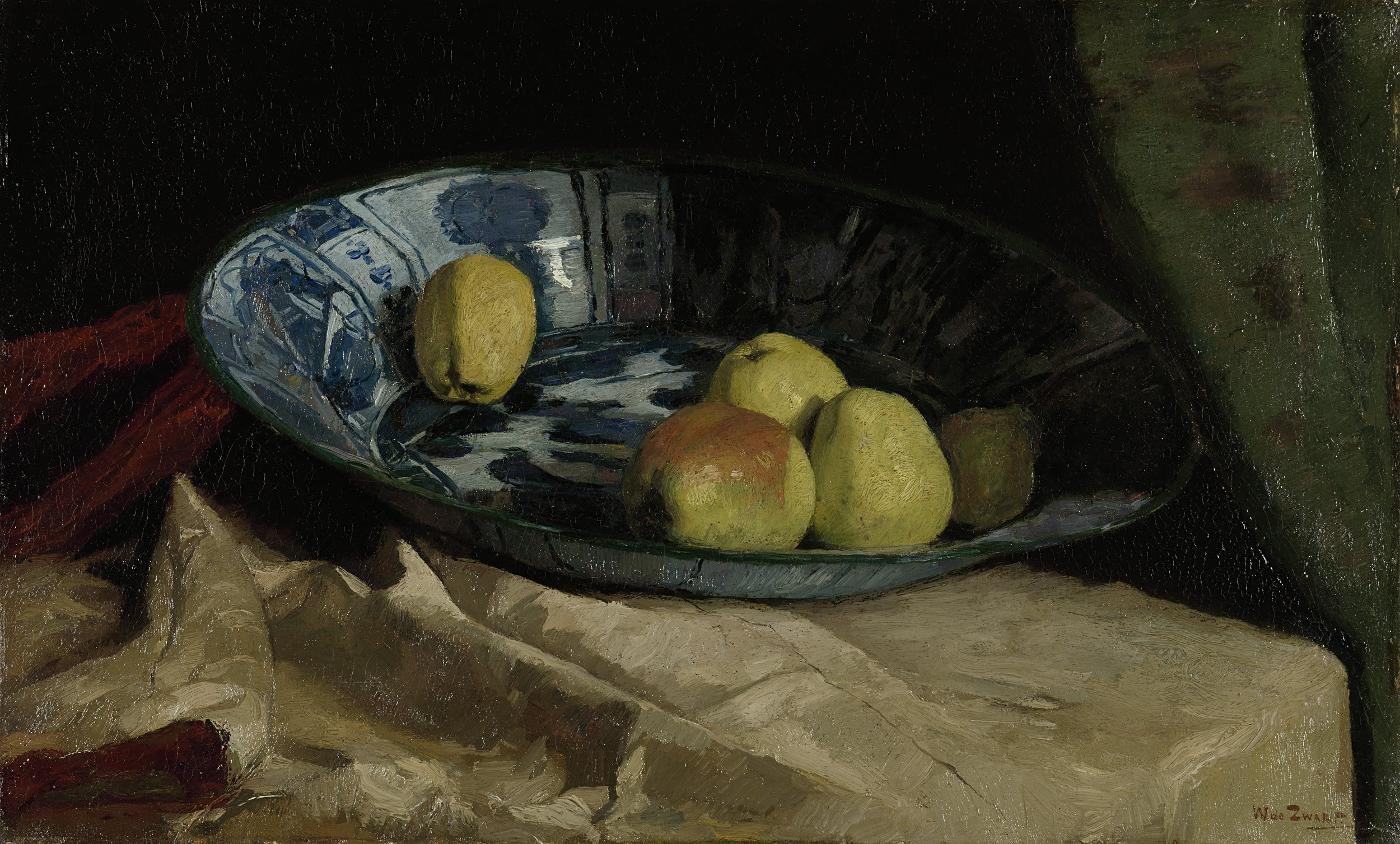
静物画 (1880s)
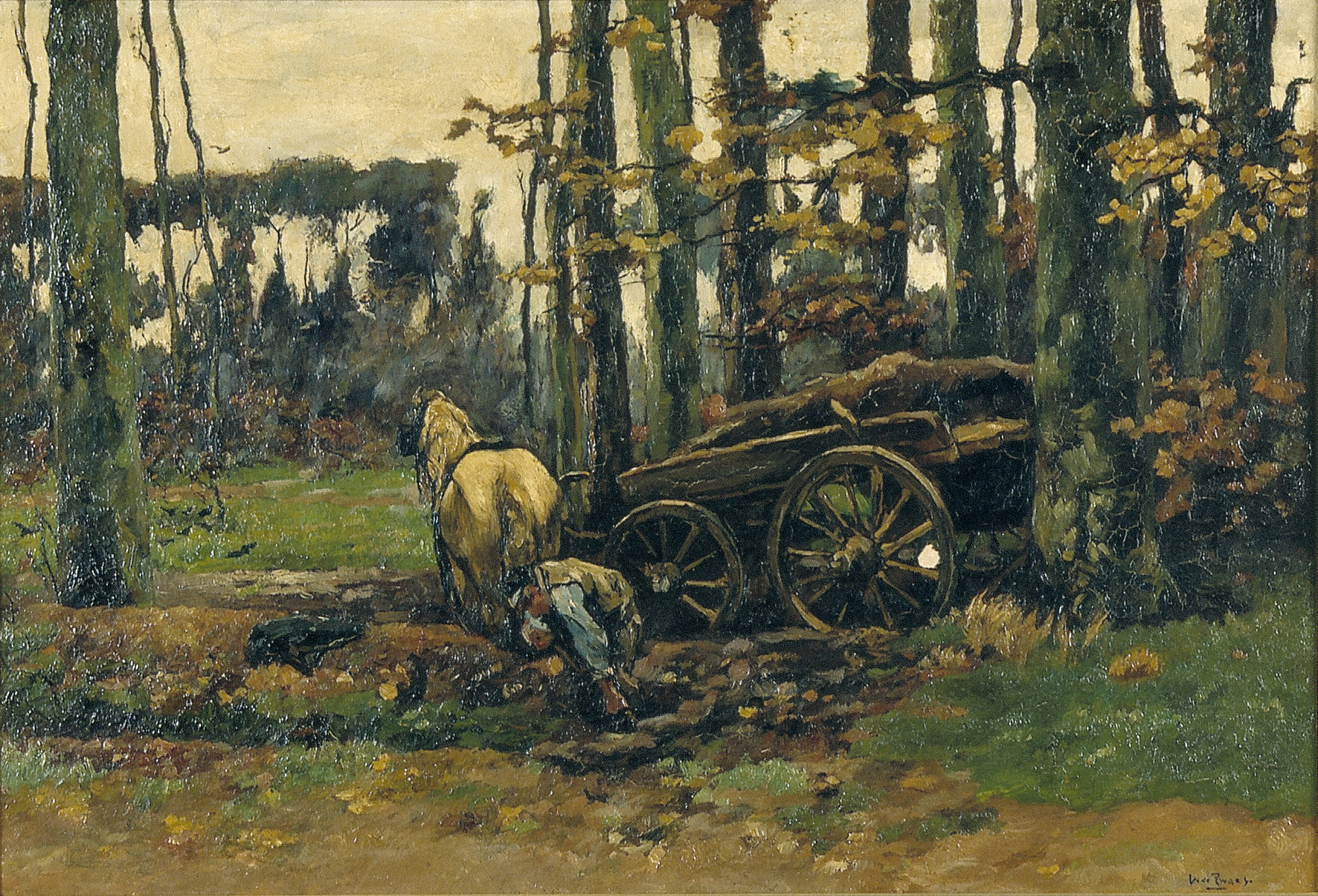
材木を積む男 (1914)
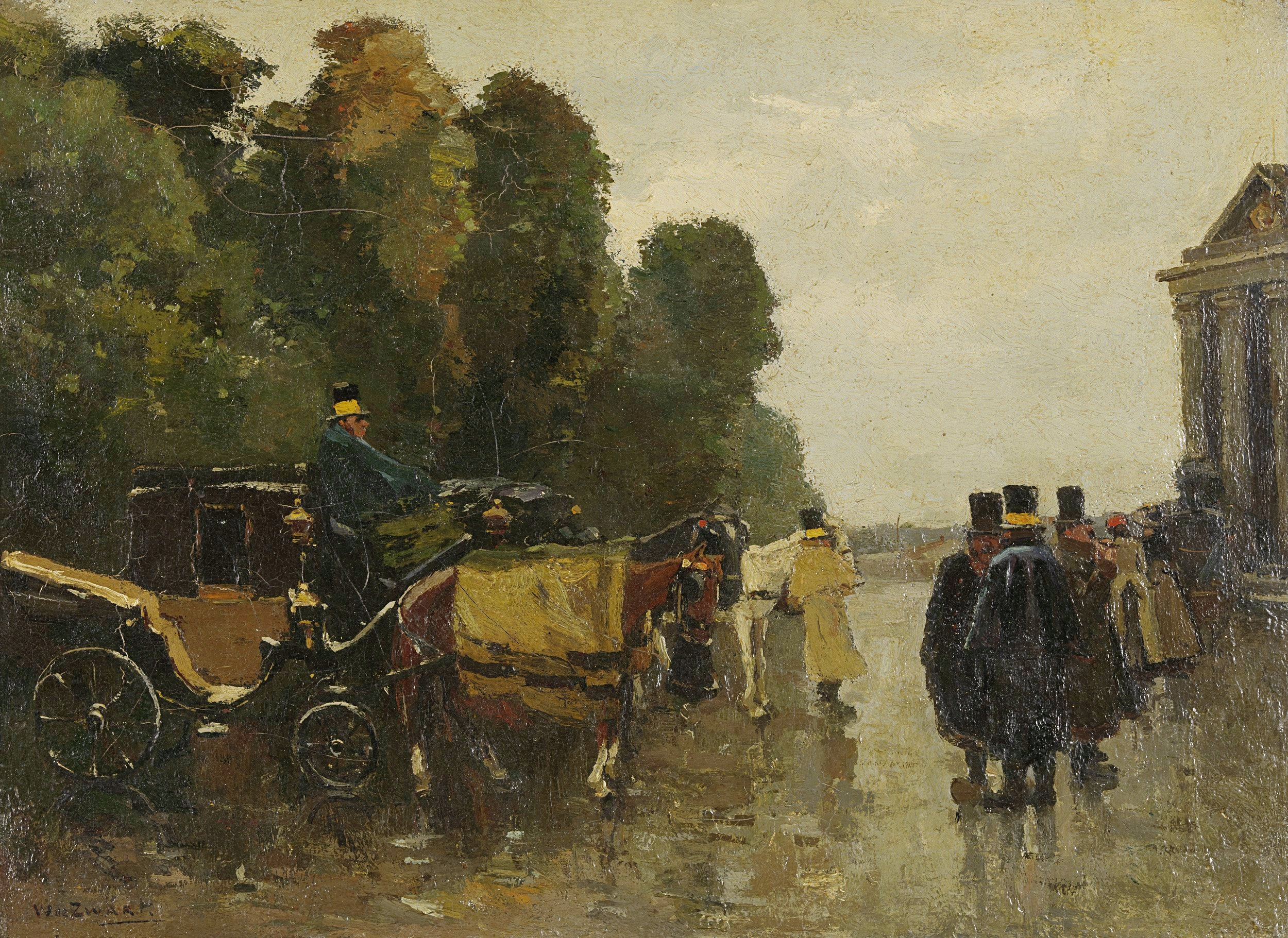
御者を待つ馬車
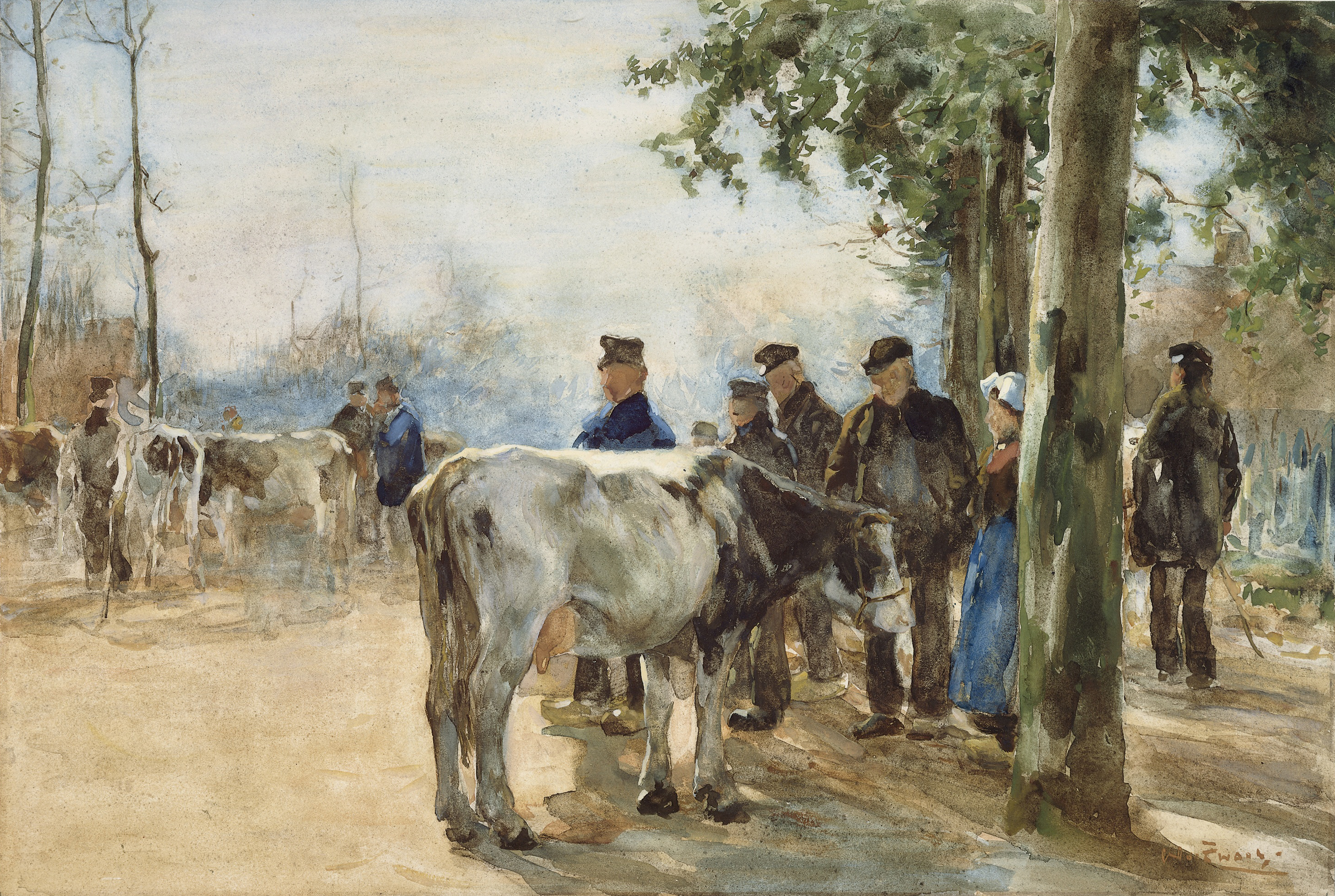
牛市

### 版画作品

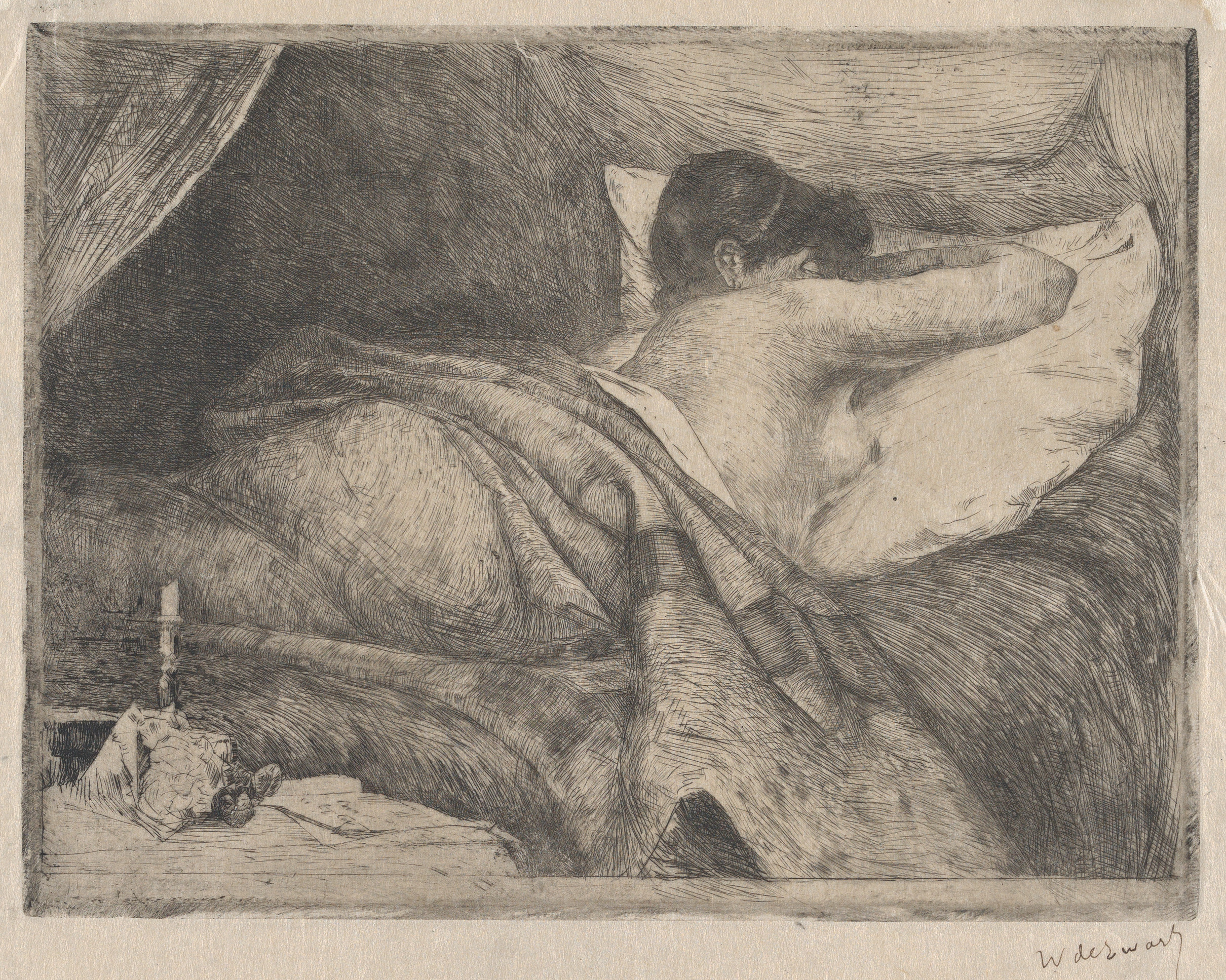
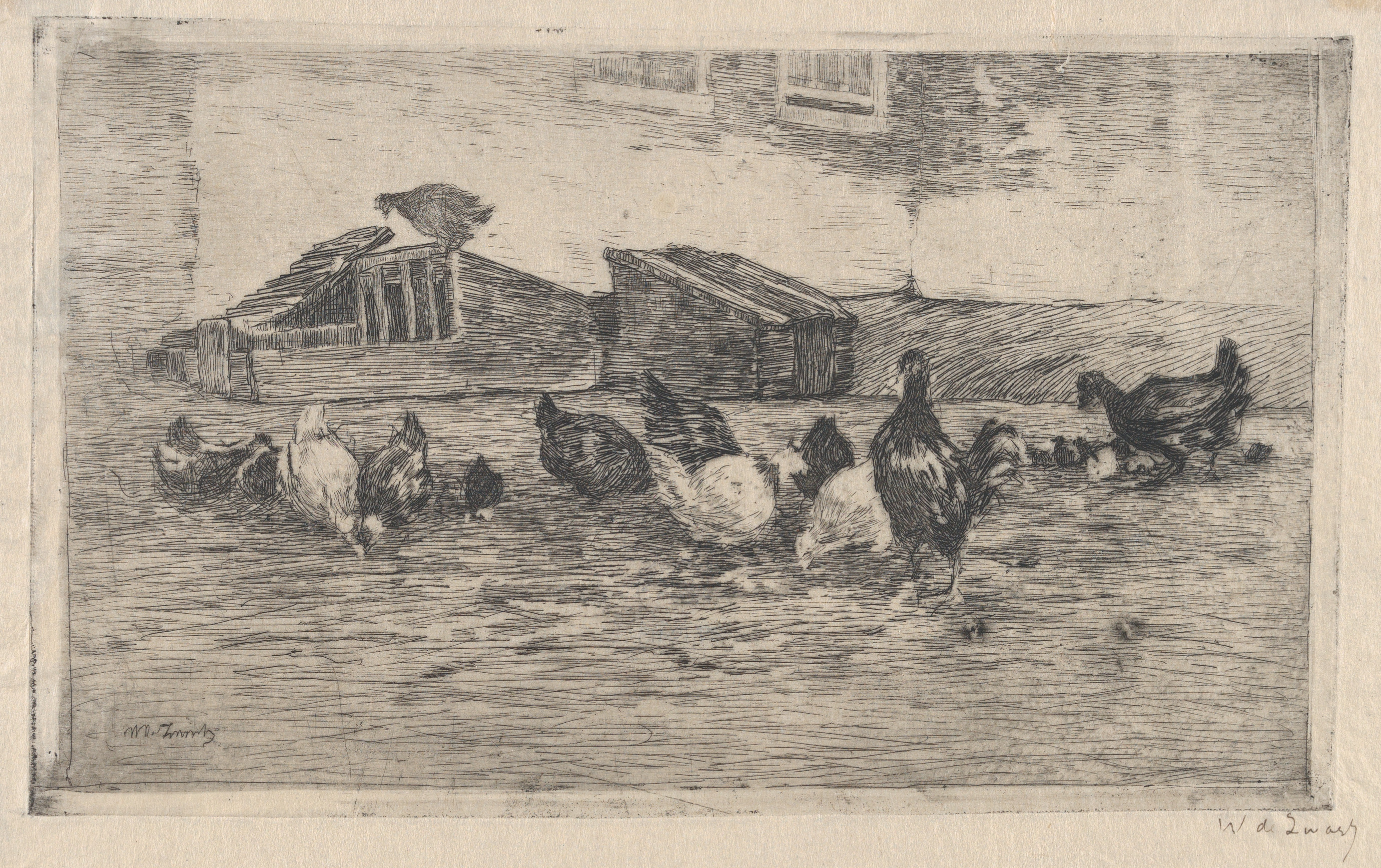
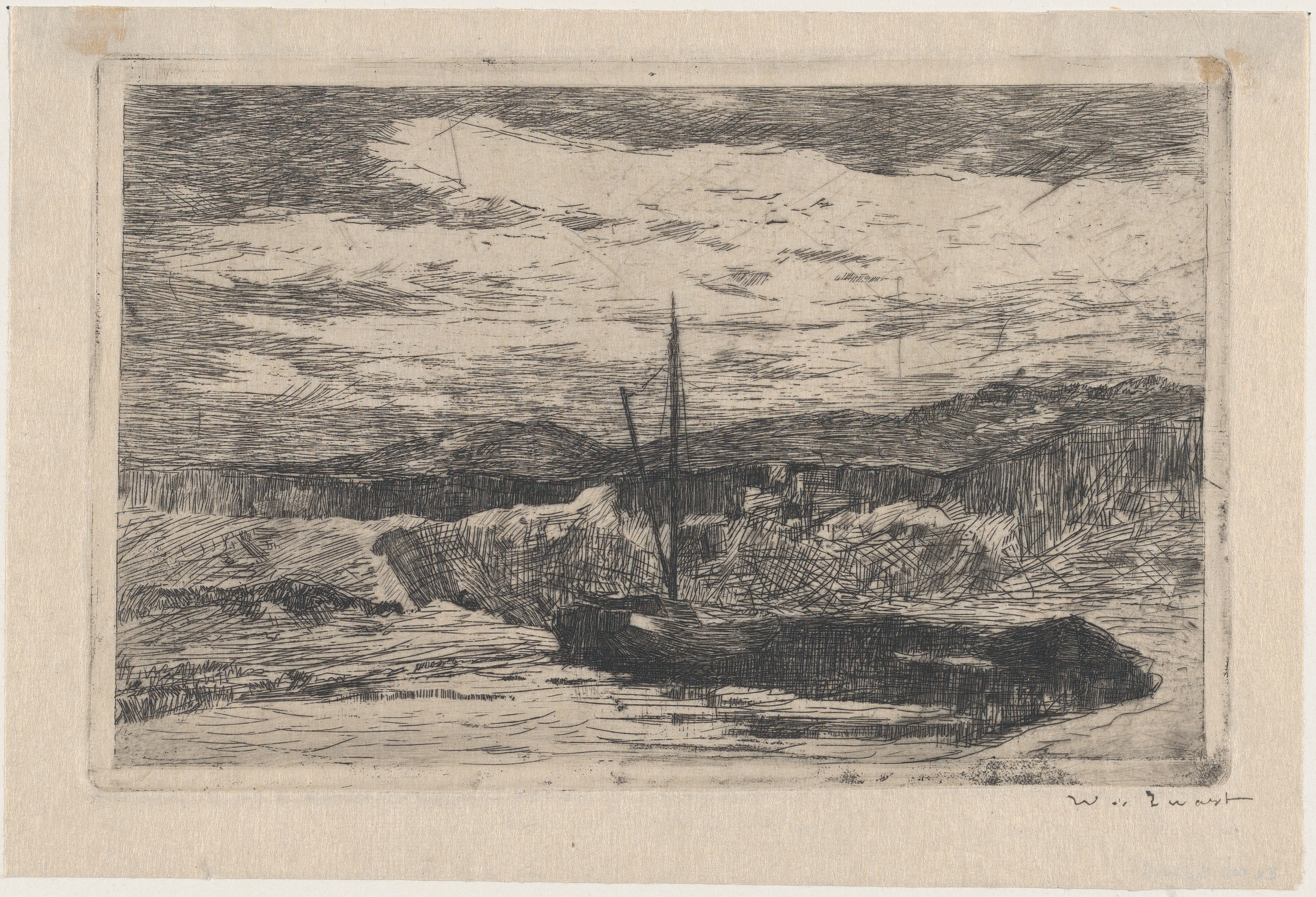
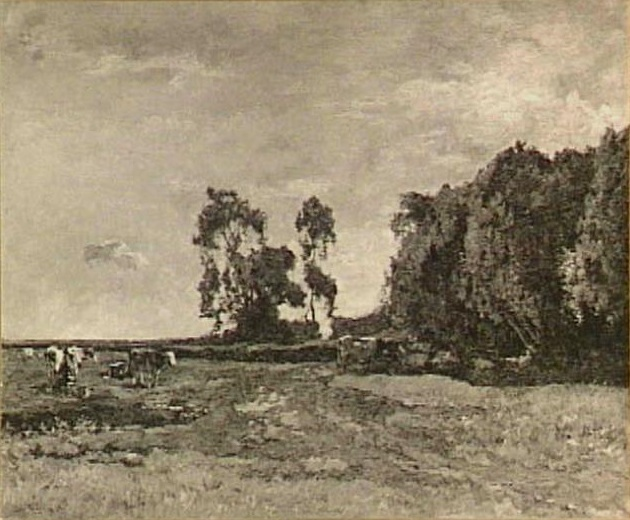